# Eleições parlamentares europeias de 2009 (Chéquia)
As eleições parlamentares europeias de 2009 na República Checa foram realizadas em 5 de junho, 8 milhões de eleitores tiveram de escolher entre 700 candidatos de 33 listas os 22 deputados que representam o país no Parlamento Europeu.

## Resultados Nacionais
| Partido                 | Partido                               | Votos     | %               | +/-     | Deputados | +/-     |
| ----------------------- | ------------------------------------- | --------- | --------------- | ------- | --------- | ------- |
|                         | Partido Democrático Cívico            | 741 946   | 31,45 / 100,00  | 1,41    | 9 / 22    | Estável |
|                         | Partido Social-Democrata              | 528 132   | 22,38 / 100,00  | 13,60   | 7 / 22    | 5       |
|                         | Partido Comunista                     | 334 577   | 14,18 / 100,00  | 6,08    | 4 / 22    | 2       |
|                         | União Cristã e Democrata              | 180 451   | 7,64 / 100,00   | 1,93    | 2 / 22    | Estável |
|                         | Soberania                             | 100 514   | 4,26 / 100,00   | Novo    | 0 / 22    | Novo    |
|                         | Partido Democrático Europeu           | 68 152    | 2,88 / 100,00   | Novo    | 0 / 22    | Novo    |
|                         | Assuntos Públicos                     | 56 636    | 2,40 / 100,00   | Novo    | 0 / 22    | Novo    |
|                         | Presidentes de Câmara e Independentes | 53 984    | 2,28 / 100,00   | Novo    | 0 / 22    | Novo    |
|                         | Partido Verde                         | 48 621    | 2,06 / 100,00   | 1,10    | 0 / 22    | Estável |
|                         | SNK Democratas Europeus               | 39 166    | 1,66 / 100,00   | 9,36    | 0 / 22    | 3       |
|                         | Partido dos Cidadãos Livres           | 29 846    | 1,26 / 100,00   | Novo    | 0 / 22    | Novo    |
|                         | Partido dos Trabalhadores             | 25 368    | 1,07 / 100,00   | 0,89    | 0 / 22    | Estável |
|                         | Bloco de Direita                      | 23 612    | 1,00 / 100,00   | 0,17    | 0 / 22    | Estável |
|                         | Outros                                | 127 929   | 5,42 / 100,00   |         | 0 / 22    |         |
| Votos Inválidos         | Votos Inválidos                       | 12 075    | 0,51 / 100,00   | Aumento |           |         |
| Total                   | Total                                 | 2 371 009 | 100,00 / 100,00 |         | 22 / 22   | 2       |
| Eleitorado/Participação | Eleitorado/Participação               | 8 401 374 | 100,00 / 100,00 | Baixa   |           |         |
| Fonte                   | Fonte                                 | [ 4 ]     | [ 4 ]           | [ 4 ]   | [ 4 ]     | [ 4 ]   |